# Cassie Jaye
Cassie Jaye (Oklahoma, 1 de maio de 1986) é uma diretora e produtora de cinema norte-americana, mais conhecida por dirigir o documentário de 2016, The Red Pill, sobre o movimento pelos direitos dos homens.
Jaye se identificava como feminista até 2016 quando foi produtora do documentário The Red Pill, que retratou sobre o direito dos homens. Posteriormente, abandonou o rótulo alegando que o "feminismo não é o caminho para a igualdade de gênero".

## Primeiros anos e carreira
Filha de Nena Jaye, nasceu em Fort Sill, Oklahoma. Quando ela tinha seis anos de idade, seus pais se divorciaram. Aos quatorze anos, Jaye mudou-se para Las Vegas, onde estudou na Palo Verde High School.
Aos dezoito anos, mudou-se para Los Angeles, onde foi atriz por cinco anos antes de se deslocar para o Condado de Marin, na Califórnia, em 2008. Jaye não gostava dos papéis estereotipados para os quais foi escalada, que ela descreveu como "garota bonitinha da porta ao lado que sempre morria em filmes de terror". Junto com vários incidentes de assédio sexual, isso a levou a abraçar o feminismo.

## Produtora de documentários
Depois de deixar a carreira de atriz, Jaye continuou no cinema, mas como produtora, diretora e editora de documentários. Ela estabeleceu a Jaye Bird Productions, uma produtora de filmes, em 2008. Sua mãe é sua parceira de produção.

### Daddy I Do(2010)
Jaye dirigiu e produziu o documentário americano de 2010 Daddy I Do, que examina a educação sexual e os programas de abstinência sexual na América. Daddy I Do incluiu entrevistas com o fundador do Silver Ring Thing, Denny Pattyn, a escritora feminista Amanda Marcotte e Douglas Kirby. O filme também discute histórias pessoais de mulheres que enfrentam a gravidez na adolescência, a maternidade solteira, oaborto e a agressão sexual. A revista Bust elogiou "Jaye por expor a verdade sobre os programas de abstinência, as histórias de adolescentes que os aceitam e suas consequências".
Em dezembro de 2018, Jaye publicou Daddy I Do em seu canal no YouTube.

### The Right to Love: An American Family(2012)
Jaye dirigiu e produziu seu segundo documentário The Right to Love: An American Family em 2012. O filme narra uma família conhecida como "Gay Family Values" no YouTube após a Proposta 8 da Califórnia de 2008.
O filme estreou em fevereiro de 2012 no Castro Theatre em São Francisco com o palestrante convidado Zach Wahls. O filme foi exibido no Frameline Film Festival.
Em dezembro de 2018, Jaye publicou The Right to Love em seu canal no YouTube.

### The Red Pill(2016)
Jaye dirigiu e produziu o documentário americano de 2016 The Red Pill sobre o movimento pelos direitos dos homens. Jaye passou um ano entrevistando figuras dos direitos dos homens, como Paul Elam, fundador da A Voice for Men; Harry Crouch, presidente da National Coalition for Men; Warren Farrell, autor de The Myth of Male Power; e Erin Pizzey, que fundou o primeiro abrigo para homens vítimas de violência doméstica no mundo moderno. Ela também entrevistou críticos do movimento, como a editora executiva da revista Ms. Katherine Spillar, e o sociólogo Michael Kimmel.
Jaye inicialmente contou com seu próprio dinheiro para financiar o filme, bem como com o de sua mãe e seu namorado, pois teve dificuldade em encontrar patrocinadores de fontes tradicionais depois que se soube que o filme teria uma "abordagem equilibrada" visão do movimento pelos direitos dos homens. No que chamou de "último recurso", ela iniciou uma campanha na plataforma de financiamento coletivo Kickstarter. O projeto Kickstarter prometia ser uma visão "justa e equilibrada" do movimento pelos direitos dos homens. Ela recebeu apoio do colunista britânico do Breitbart News, Milo Yiannopoulos.
No final do filme, Jaye afirma que não se identifica mais como feminista, dizendo que agora acredita que "o feminismo não é o caminho para a igualdade de gênero". Embora já não se considere feminista, ela declarou que "ainda é uma defensora dos direitos das mulheres e sempre será", mas agora está "acrescentando os homens à discussão".
Jaye fez um discurso no TEDx sobre sua experiência ao fazer The Red Pill. Ela se concentrou particularmente em como o processo inicialmente afirmou seu senso feminista de alteridade e indignação contra o movimento pelos direitos dos homens, mas depois o desfez. Foi uma "experiência desconfortável e humilhante", que a fez passar "do feminismo para o ativismo pela igualdade de gênero".
Em 2019, Jaye disse que os diários em vídeo que ela gravou durante as filmagens permitiram que ela lembrasse quais eram suas opiniões sobre o feminismo antes de começar a trabalhar no filme e por que ela pensava assim. Olhando para os diários, ela pôde ver que suas opiniões anteriores não eram necessariamente maliciosas, mas apenas desinformadas.

#### Repercussão e críticas
O esforço de Jaye para o projeto Kickstarter foi fortemente criticado por algumas feministas incluindo David Futrelle, que administra um site chamado We Hunted the Mammoth e que disse que parecia propaganda. O filme teve suas exibições canceladas na Austrália após petições, protestos e ameaças contra os responsáveis pela exibição.
David Futrelle acusou Jaye de solicitar recursos financeiros de membros do movimento pelos direitos dos homens, o que ela retrata com simpatia. Ela disse que a sugestão de que o filme foi financiado por MRAs (em português: ativistas dos direitos dos homens) é "uma mentira comum que continua se espalhando" e que os patrocinadores e produtores do filme não teriam influência ou controle sobre o filme. Também foi criticado por Alan Scherstuhl do jornal The Village Voice, entre outros, por não desafiar comentários e comportamentos controversos de figuras dos direitos dos homens, como Elam. Jaye defendeu o filme como sendo "extremamente equilibrado" e que as pessoas foram "ouvidas no contexto, sem manipulação".
Em uma entrevista de 2017 para o programa de TV australiano The Project, quando Carrie Bickmore perguntou a ela sobre um recente assassinato de alto perfil de Luke Anderson por seu pai, Jaye enfatizou que era um exemplo específico de uma vítima masculina de violência doméstica, onde Waleed Aly rebate sucintamente: "essa é a lição que você tirou disso?" (do assassinato). Jaye respondeu que "temos que distinguir entre vítimas e perpetradores, ou criminosos, porque um menino que está sendo abusado por uma figura parental, é um menino que merece cuidado, compaixão e recursos se precisar de ajuda". Jaye descreveu a entrevista como "hostil e agressiva" e inicialmente desistiu de algumas entrevistas após o incidente. Posteriormente, ela retomou as entrevistas, mas fez sua própria gravação das discussões, pois afirmou que havia sido "muito mal citada".
Em uma entrevista no programa de TV australiano Weekend Sunrise, Jaye perguntou diretamente aos apresentadores do programa, Andrew O'Keefe e Monique Wright: "Vocês viram o filme?". Os coanfitriões disseram que não. Depois de receber uma onda de comentários críticos aos apresentadores e de apoio a Jaye, o Sunrise removeu o vídeo da entrevista de sua página do Facebook. Jaye publicou a entrevista em sua própria página, de onde foi removida logo depois por violação de direitos autorais. Quando questionada sobre a remoção do Facebook, uma porta-voz da rede Seven, que produz o Sunrise, não quis comentar. Jaye também postou capturas de tela de e-mails para provar que o produtor do Sunrise havia recebido uma cópia do filme um mês antes da entrevista e com tempo suficiente para que os apresentadores o assistissem. Isto foi feito para refutar a alegação dos apresentadores de que não receberam uma cópia do filme.

## Filmografia
- 2010: Daddy I Do[8][14]
- 2012: The Right to Love: An American Family[45][19]
- 2016: The Red Pill

## Prêmios e indicações
- 2010: "Melhor Documentário" – Daddy I Do, Action On Film Festival Internacional de Cinema[46]
- 2010: "Melhor Documentário" – Daddy I Do, Idyllwild International Festival of Cinema[47]
- 2010: "Melhor Docu-Drama" – Daddy I Do, Bare Bones International Film Festival
- 2012: "Prêmio de Melhor Comentário Social", The Right to Love: An American Family, Action On Film International Film Festival[48]
- 2012: "Prêmio do Grande Júri" – The Right to Love: An American Family, Bare Bones International Film Festival
- 2017: "Melhor Documentário" – The Red Pill, Louisiana International Film Festival[49]
- 2017: "Melhor do Festival", "Excelência na Produção de Documentário" e "Excelência na Direção de Documentário" – The Red Pill, Idyllwild International Festival of Cinema[50]
- 2017: "Mulheres no Cinema" – The Red Pill, Digital Hollywood DigiFest Film Festival[51]

## Vida pessoal
Cassie Jaye e Evan Davies se casaram em junho de 2018. Davies trabalhou como diretor de fotografia em The Red Pill.
Em setembro de 2018, Jaye descobriu que estava grávida, mas sofreu um aborto espontâneo cerca de um mês depois. Ela registrou os eventos de sua gravidez e aborto em uma filmagem com o codinome Robin, nome que ela deu ao bebê abortado. Ela considerou produzir um projeto de documentário baseado nessa filmagem, que seria chamado de Waiting to Miscarry.